# Роздольне (Волноваський район)
Роздо́льне (колишня назва Каракуба) — селище Великоновосілківської селищної громада Волноваського району Донецької області в Україні. Один з осередків розселення греків у Приазов'ї.

## Загальні відомості
Відстань до центру громади становить близько 11 км і проходить автошляхом Т 0518.

## Населення
За даними перепису 2001 року населення селища становило 1120 осіб, із них 32,41 % зазначили рідною мову українську, 66,52 % — російську та 0,98 % — вірменську мову.
У селі народився Каци Григорій Дмитрович (1937) - професор.